# Кобиляни (Лосицький повіт)
Кобиляни (пол. Kobylany) — село в Польщі, у гміні Стара Корниця Лосицького повіту Мазовецького воєводства. Населення — 423 особи (2011).

## Історія
За даними етнографічної експедиції 1869—1870 років під керівництвом Павла Чубинського, у селі проживали лише греко-католики, які розмовляли українською мовою.
У 1975—1998 роках село належало до Білопідляського воєводства.

## Демографія
Демографічна структура станом на 31 березня 2011 року:
|          | Загалом | Допрацездатний вік | Працездатний вік | Постпрацездатний вік |
| -------- | ------- | ------------------ | ---------------- | -------------------- |
| Чоловіки | 217     | 45                 | 141              | 31                   |
| Жінки    | 206     | 35                 | 102              | 69                   |
| Разом    | 423     | 80                 | 243              | 100                  |